# Revue roumaine de linguistique
La Revue roumaine de linguistique (titre anglais : Romanian Review of Linguistics, RRL) est une revue scientifique roumaine trimestrielle publiée depuis 1956. De 1956 à 1963 elle s'est appelée Revue de linguistique et comprenait deux numéros par an. En 1963, elle acquiert son nom français actuel et six numéros paraissent par an, jusqu'en 1998 ou elle passe à quatre numéros par an. Il existe une version anglaise depuis 2006 et en 2008, RRL est indexé par l'ISI.
Les rédacteurs en chef ont été Iorgu Iordan de 1956 à 1963, Al. Rosetti de 1964 à 1991 et Emanuel Vasiliu de 1992 à 2005. Actuellement, le rédacteur en chef est Marius Sala, vice-président de l'Académie Roumaine, directeur de l'Institut de Linguistique « Iorgu Iordan - Al. Rosetti ».
À partir du volume 20, en 1975, la RRL contient les Cahiers de linguistique théorique et appliquée (qui conservent leur numérotation).